# Personaggi di Fallout

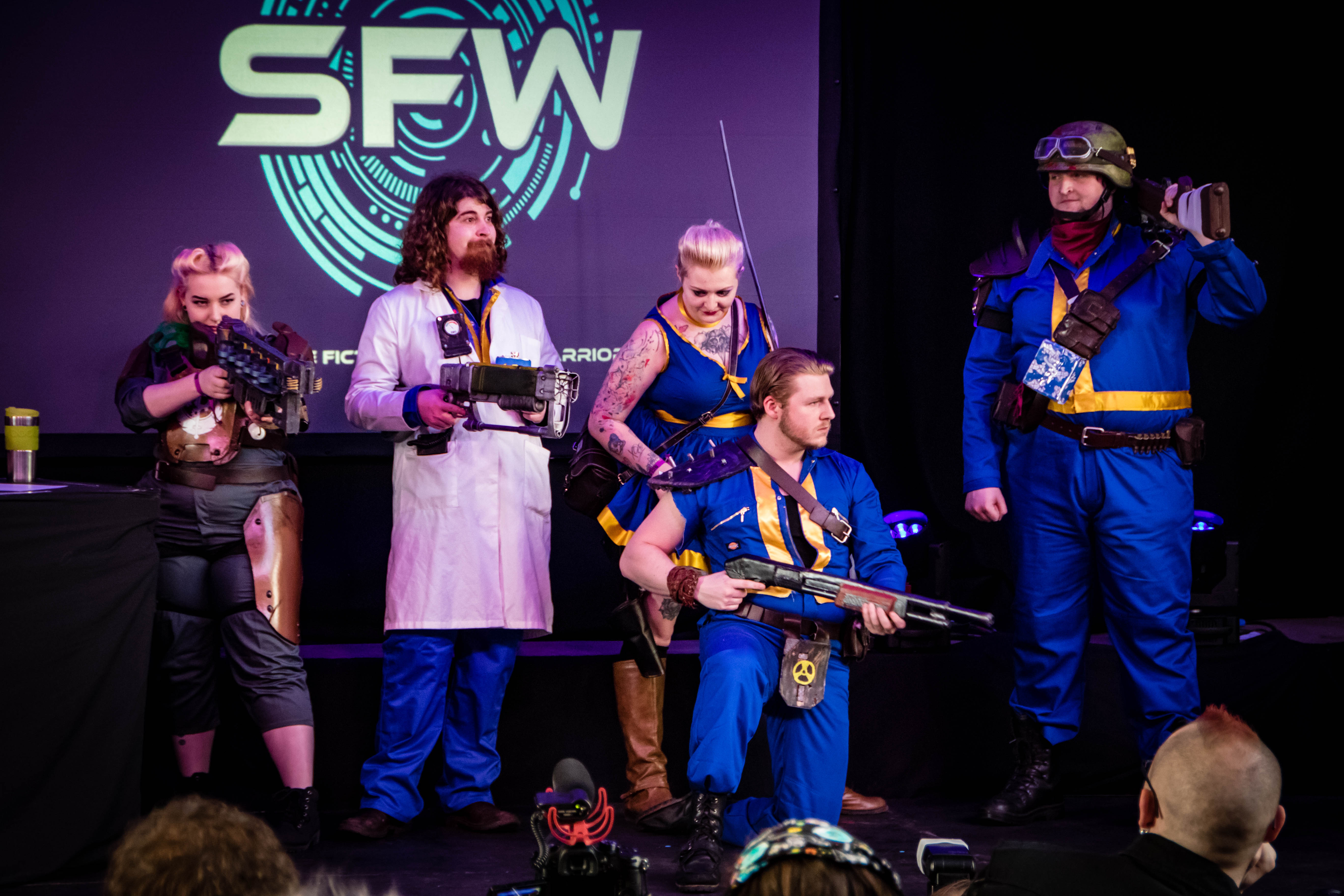
Cosplay a tema Fallout. I protagonisti dei vari capitoli che vengono da un Vault possiedono tutti la stessa tuta, ma con il numero del loro Vault alle spalle

La serie Fallout, un franchise mediatico di fantascienza ambientato in un futuro postapocalittico sviluppato e pubblicato da Bethesda Softworks, che presenta un ampio cast di personaggi. Si basa principalmente su una serie di videogiochi action RPG che attualmente consiste in sei videogiochi principali, tre spin-off, un gioco mobile e un gioco da tavolo. La serie è ambientata negli Stati Uniti durante gli anni cinquanta, dominati dall'incubo di una guerra nucleare (il titolo si riferisce alla ricaduta radioattiva, detta «fall-out») e in pieno clima di guerra fredda (stile atompunk).

## Personaggi giocabili

### Abitante del Vault 13
L'Abitante del Vault 13 (in inglese Vault Dweller, "Abitante del Vault") è il primo personaggio giocabile della serie di Fallout, protagonista di Fallout e uno dei personaggi giocabili in Fallout: Brotherhood of Steel. Nato tra il 2126 e il 2145 nel Vault 13, venne incaricato dal soprintendente Jacoren di trovare un chip sostitutivo per alimentare la pompa dell'acqua del Vault. Dopo aver raggiunto un accordo con i commercianti dell'Hub, un'importante città commerciale situata nel sud della California, ottiene un chip proveniente dal Vault 12, situato nelle rovine di Bakersfield. Al suo ritorno, Jacoren gli disse che l'area intorno al loro edificio era popolata da numerosi supermutanti e gli ordinò di indagare. Durante la missione scoprì la base militare di Mariposa, una struttura segreta del governo americano dove venivano effettuati test sul Virus dell'Evoluzione Forzata (VEF), che trasformava gli umani in supermutanti. Distrutta prima questa base, uccise il Maestro dei supermutanti al di sotto della Cattedrale al Cimitero e fece ritorno al Vault nel maggio del 2162: al suo ritorno venne acclamato dalla popolazione, ma venne esiliato dal Vault 13 da Jacoren, per evitare che tutti gli abitanti iniziassero ad uscire in libertà.
Dopo aver lasciato il Vault vagò per il deserto senza mai allontanarsi dalla zona, finché non fu raggiunto da alcuni abitanti del suo Vault di nascita che, venuti a conoscenza dell'azione del sovrintendente, decisero di unirsi a lui. Due mesi più tardi il gruppo, insieme ad altre persone incontrate, si diressero verso nord raggiungendo l'Oregon, dove fondarono un piccolo villaggio di nome Arroyo. In seguito insegnò ai suoi nuovi concittadini le abilità di cui avrebbero avuto bisogno per sopravvivere e crescere forti, come la caccia e l'agricoltura, ed alcuni comportamenti, come nutrirsi, come costruire le proprie case e come difendersi. La costruzione del villaggio venne completata il 18 agosto 2167. Innamorato della colona Pat, un'abitante della nuova cittadina, fondarono una famiglia e insieme guidarono il villaggio. Nel 2188, nacque la loro figlia, che in seguito diventerà l'Anziana del villaggio, che guidò la nuova generarione a capo della comunità.
Il 16 gennaio 2208, diversi anni dopo la morte di Pat, l'Abitante del Vault scrisse le proprie memorie e poco dopo scomparve da Arroyo, lasciando la propria tuta del Vault piegata sul letto e poi collocata nel Tempio delle sfide, una struttura costruita con i resti di alcuni edifici prebellici. Dagli abitanti di Arroyo fu ritenuto morto. Giunto nella città di Carbon, in Texas, aiutò delle persone a nascondersi da alcuni banditi, aiutò l'Iniziato a rintracciare quello che rimaneva dell'armata del Maestro e alcuni compagni della Confraternita d'Acciaio. Non è noto ciò che poi ne è stato di lui, ma è certo che lasciò Carbon e continuò il proprio viaggio nella zona contaminata.
Nel primo Fallout il giocatore può scegliere con quale personaggio giocare tra:
- Maxwell "Max" Stone: un uomo di 23 anni grande e tosto con un carattere combattivo. È il più forte del vault ma il suo livello di intelligenza è minore rispetto agli altri. Il suo numero identificativo della Vault-Tec è 208-197-88-125.
- Albert Cole: un avvocato di 27 anni che preferisce essere carismatico, mediare e negoziare. A capo di un gruppo di abitanti del vault, appoggia l'abbandono della struttura per percorrere una vita all'esterno. Il suo stile di combattimento è diplomatico. Il suo numero identificativo della Vault-Tec è 208-206-49-227.
- Natalia Dubrovhsky: una ragazza di 17 anni nipote di un console sovietico di origini russe. Intelligente e intraprendente, è più capace nelle ore notturne. Trova difficoltà a comprendere le leggi sulla proprietà privata. Il suo numero identificativo della Vault-Tec è 208-206-49-229.

Con la pubblicazione del libro Fallout Official Survival Guide nell'ottobre 1997, l'Abitante del Vault 13 potrebbe essere anche:
- Arnold "Dutch" Black: un uomo forzuto non ben visto nel vault, capace nel combattimento. Fratello di Barney, si ipotizza che siano stati gli altri abitanti a spingerlo per gli eventi del gioco. È un riferimento ad Arnold Schwarzenegger.
- Barney Black: fratello minore di Arnold, anche lui è un uomo forzuto. È soprannominato "Il barbaro" da quando entrò nella mensa del vault senza aprire la porta. È abitante con l'intelligenza più bassa. È un riferimento a Conan il barbaro interpretato da Schwarzenegger.
- Tanya MacMiller: una donna piccola e leggera, capace di muoversi furtiva come un gatto e veloce come un fulmine, tanto da farle dare il soprannome di "Blade".
- Frank Charles "Lucky" Luciano: un uomo con molta parlantina che si propone come volontario per andarsene a causa di precedenti interazioni con la figlia del sovrintendente. È carismatico e arguto, capace con le donne, con basse capacità di combattimento e un formidabile giocatore d'azzardo con fortuna. Il suo nome deriva dal mafioso italo-statunitense Lucky Luciano.

### Prescelto
Il Prescelto (in inglese Chosen One) è il secondo personaggio giocabile, protagonista di Fallout 2. Nipote dell'Abitante del Vault e figlio dell'anziana del villaggio di Arroyo, fin da piccolo è stato addestrato per diventare il membro più forte della tribù e, in futuro, per ricoprire il ruolo di anziano, quindi di guida. Le prove che doveva affrontare erano sessioni di droga con Hakunin, lo sciamano del villaggio, finendo con il Tempio delle prove. Dopo aver completato il suo addestramento, il Prescelto fu inviato dalla gente di Arroyo a trovare un G.E.C.K., un kit speciale creato dalla Future-Tec (sottodivisione della Vault-Tec) che veniva dato agli abitanti dei Vault per rendere nuovamente la terra coltivabile. Nel corso del viaggio le sue gesta influenzarono notevolmente la vita nella Zona Contaminata, sia a livello sociale che politico.
Una volta arrivato al Vault 13, scoprì che l'Enclave, un'organizzazione paramilitare formata da militari e membri selezionati del governo americano prebellico, ha rapito gli abitanti di Arroyo e i residenti del Vault, al fine di sviluppare un agente biologico in grado di spazzare via l'intera razza umana, al di fuori degli individui selezionati. Per sconfiggerli si diresse a Navarro, un insediamento militare prebellico, e si infiltrò: lì venne sorpreso da un sergente istruttore, che lo scambiò per un nuovo arrivato. Raggiunto il quartier generale dell'Enclave, ovvero la piattaforma petrolifera della Poseidon Energy, attraverso l'uso della petroliera PMV Valdez, liberò la sua gente e gli abitanti del Vault 13 catturati, uccise il capo dell'Enclave, il presidente degli Stati Uniti Dick Richardson, l'agente speciale Frank Horrigan ed infine innescò una fusione al reattore della struttura causandone la distruzione.
Preso il kit, lui, gli abitanti di Arroyo e del Vault 13, fondarono la città di New Arroyo, riunendo così le due linee di sangue che erano state separati da tre generazioni. L'anziana del villaggio, soddisfatta della riunione, trovò la pace e morì pochi mesi dopo, lasciando la guida del villaggio al Prescelto. Con la combinazione delle conoscenze tecniche degli abitanti del Vault e delle abilità di sopravvivenza dei coloni, New Arroyo prosperò e crebbe fino a diventare potente.
Il giocatore può scegliere con quale personaggio giocare tra:
- Chitsa: una ragazza di 19 anni con buone capacità di negoziazione, accattivante e convincente.
- Mingan: un uomo di 32 anni esperto esploratore e curioso.
- Narg: un ragazzo di 21 anni con alte capacità fisiche nel menomale gli avversari. È uno dei cacciatori più capaci di Arroyo.

### Vagabondo Solitario
Il Vagabondo Solitario (in inglese Lone Wanderer) conosciuto anche come "Abitante del Vault 101", è il terzo personaggio giocabile, protagonista di Fallout 3. Nato nel 2258 nel Jefferson Memorial da James e Catherine, che morì durante il parto, venne portato dal padre, aiutato dalla Confraternita d'Acciaio, nel Vault 101, dove trovarono alloggio. I genitori partecipavano al Progetto Purezza, un progetto che mirava a rendere l'acqua potabile della Zona Contaminata intorno a Washington.
Cresciuto comodamente nel Vault senza sapere nulla del suo passato, nel 2277, 200 anni dopo la Grande Guerra, suo padre scompare misteriosamente, senza dare spiegazioni. Il giovane, con l'aiuto di Amata Almodovar, figlia del sovrintendente, riesce a scappare dal Vault dirigendosi alla ricerca del padre nelle rovine della capitale. Seguendo una serie di indizi lo trovò nel Vault 112, intrappolato in una simulazione virtuale che prende il nome di "Tranquility Lane". Dopo averlo liberato, i due decisero di riprendere il Progetto Purezza, dirigendosi così al Jefferson Memorial. L'Enclave, interessata al progetto, sotto la guida del colonnello Autumn, decise di attaccare il sito, tentando di costringere gli scienziati a consegnare le informazioni in loro possesso: ricevendo una risposta contraria giustiziarono ne giustiziarono alcuni, ma James, intenzionato a non dare vinta all'organizzazione, provocò una perdita di radiazioni ionizzanti. Gli unici sopravvissuti furono alcuni scienziati con il Vagabondo Solitario, che fuggirono, e il colonnello Autumn.
Con l'uscita di Fallout 3 Official Game Guide, nell'ottobre 2008, il Vagabondo solitario può essere:
- Ralph Peabody: un giovane uomo dall'aria tranquilla che non voleva dare fastidio a nessuno, fino all'omicidio accidentale di Nathan Vargas con una granata. Giudicato come criminale, divenne incline all'omicidio, al saccheggio e al cannibalismo. Assunse Clover come "corriere" e gli comandò di trasportare i corpi di civili innocenti dopo averli spesso salvati dai supermutanti.
- Davey MacDonald: a causa di suo padre che aveva perso la moglie, fin da bambino fu esposto ai rischi dell'alcol. Nonostante ciò, continuava a portargli rispetto e rispettare il codice d'onore che gli era stato insegnato. Una volta uscito divenne alcolizzato credendo che gli effetti lo avrebbero aiutato nel combattimento con armi bianche. Odia le armi da fuoco e la ricerca delle munizioni, e soffre di perdita di memoria a breve termine e di calvizia precoce.
- Mavis Quackenbush: fin da bambina considerava codardi quelli che la circondavano, preferendo il combattimento corpo a corpo. Nel vault affrontò il suo bullo, Butch DeLoria, cercando di dimostrare che poteva essere un'eroina senza dover impugnare una pistola. Nei primi giorni di esplorazione fu colpita da diversi proiettili e venne truffata mentre le riparavano l'equipaggiamento. Forte e agile, adora i tirapugni ed è particolarmente sensibile alla discriminazione dei ghoul.
- Bob: Bob, il cui cognome resta sconosciuto, fin da bambino mostrò un carattere pacifico e uno dei primi esempi fu quando si rifiutò di uccidere uno scarafaggio radioattivo il giorno del suo decimo compleanno. Per punizione suo padre lo chiuse nel ripostiglio finché non si fosse deciso a collaborare, ma Bob segnò quel giorno come il momento in cui giurò di non uccidere mai più. Da allora, Bob usò le sue capacità oratorie per tirarsi fuori dai guai o semplicemente scappava dalle situazioni pericolose. Adora usare gli Stealth Boy, hackerare terminali e forzare serrature. Si avvalse dell'aiuto del Sergente RL-3, non gode di buona reputazione da parte della Confraternita d'Acciaio.
- Porkchops la donna pesce: da piccola si sentì dire da suo padre che era nata per sbaglio mentre sua madre faceva largo uso di Jet. Assistette impotente alla morte della madre di Butch DeLoria, divorata dagli scarafaggi radioattivi, e raccontava che anche Butch stesso fosse morto. Spesso veniva presa in giro dagli altri ma riusciva a consolarsi trovando conforto nel suo amico orsetto di peluche di nome Ted. Veloce e intelligente, ha un carattere furtivo, adora forzare serrature e le armi energetiche, in particolare il fucile al plasma A3-21. Accetta qualsiasi in carico purché la paga in tappi sia buona e, da quando perse Ted, raccoglie ogni orsetto pur di trovarne uno simile.
- Nostrildamus: giovane timoroso e cupo, terrorizzato dal dialogo e dal confronto, soffre di depressione a causa del suo naso pronunciato. All'età di 19 anni era costantemente stressato e afflitto da calvizia precoce, aggravata dall'abbandono del padre. Una volta uscito, trovò un fucile da caccia in una baracca abbandonata e lo combinò con delle mine a frammentazione per elaborare una strategia contro le minacce, una tattica che chiamava “cerchio della morte” con le sue mine. Uccise Arkansas e si stabilì a Minefield, facendone la sua casa. Acquistò anche Clover come schiava personale, nonché sua prima amica, e si ritirò infine alla Tenpenny Tower. Poco dopo, Clover morì a causa di un collare da schiava difettoso, evento che lo scoinvolse così tanto da spingerlo a seguire uno stile di vita di un eremita. Passava le notti contemplando il suicidio e i giorni cercando di uccidere Dio. Il suo nome è un riferimento a Nostradamus.

### Corriere
Il Corriere (in inglese Courier) è il quarto personaggio giocabile, protagonista di Fallout: New Vegas. Il suo passato resta misterioso, nonostante abbia visitato numerose cittadine e luoghi, viaggiando attraverso il sud-ovest americano, sulla Long 15 fino a Primm, per poi raggiungere Circle Junction, New Reno, Vault City, Fort Abandon e con una carovana lungo il Grande Cerchio. Con i suoi spostamenti raggiunse molti stati americani, compreso l'Illinois, lo Utah, imparando la lingua dei Cavalli Morti, e il Montana, dove mise incinta una donna locale. Prima di raggiungere i territori limitrofi a New Vegas, il Corriere venne coinvolto in un incidente lavorativo nel Divide. Il suo compito era quello di consegnare un pacco che in realtà si rivelò essere un innesco per delle testate nucleari inesplose, causando così numerose esplosioni. Trovando una via di rifornimento per la Zona Contaminata del Mojave, passante attraverso il Divide, decise di stabilirsi in una piccola comunità in via di sviluppo. Affiliato con la Mojave Express insieme ad altri corrieri, nel 2281 gli venne incaricato di consegnare dei pacchetti alla Strip di New Vegas, consegnando così anche il chip di platino, un oggetto prebellico. Lungo la I-15 però, il Corriere si trovo in un'imboscata: Benny, assieme ad alcuni Great Khan, lo intercettò, gli sparò in testa e dopo lo seppellì al cimitero di Goodsprings, sottraendogli il chip. Ancora vivo grazie ad una malformazione cerebrale, venne salvato da un robot Securitron di nome Victor e curato dal Dott. Mitchell, per poi partire alla ricerca della sua vendetta. Lo sparo gli fece dimenticare alcuni avvenimenti del suo passato, come il luogo di nascita. La sua istruzione non è all'avanguardia, infatti non è a conoscenza del cristianesimo, del VEF, del comunismo e delle scuole superiori. Eventualmente non fosse intelligente, non conosce cosa sia un pesce e le tecniche per essere un tiratore scelto. Nonostante ciò, conosce il cinese.
Con la pubblicazione del libro Fallout: New Vegas Official Game Guide Collector's Edition nell'ottobre 2010, il Corriere potrebbe essere:
- Basil Crowcross: uno specialista furtivo nel combattimento a distanza, con possibilità di colpo critico al massimo ma quasi del tutto privo di abilità sociali.
- Wyatt pinkerton: un uomo molto capace con le pistole.
- Elizabeth Fortunate-Bradley: come suggerisce il primo cognome, ha alti livelli di intelligenza e fortuna. Adora i tappi ed è un ladro furtivo esperto nei saccheggi.
- Eulogy Smith: una buona oratrice, fortunata, molto intelligente e con buone capacità di percezione.

### Unico Sopravvissuto

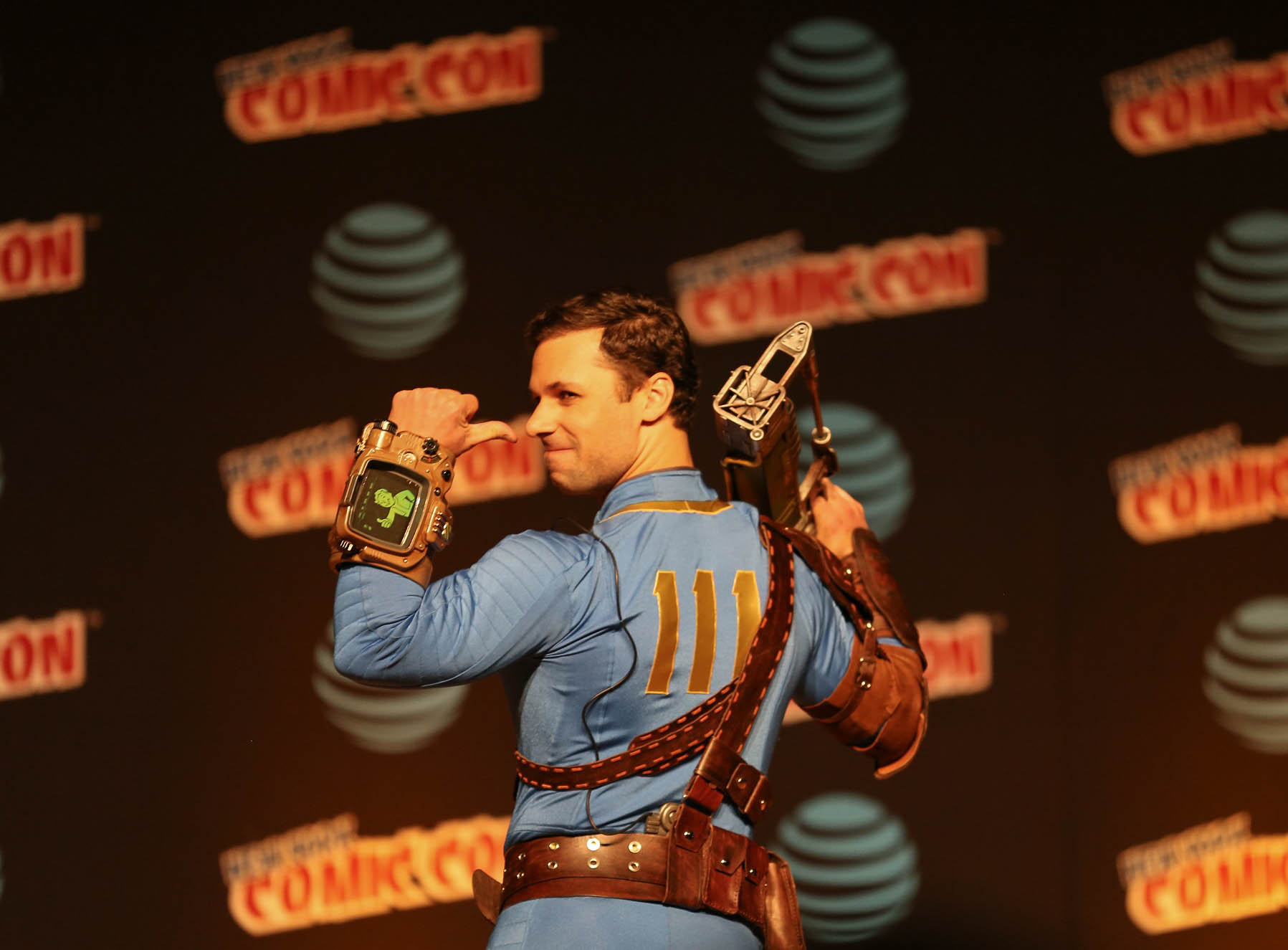
Cosplay dell'Unico Sopravvissuto al New York Comic Con

L'Unico Sopravvissuto (in inglese Sole Survivor), conosciuto anche come "Abitante del Vault 111" o semplicemente come "Abitante del Vault" o come "Blu", soprannome dato dalla compagna di squadra Piper Wright per la tuta del Vault, è il quinto personaggio giocabile, protagonista di Fallout 4. In base al sesso scelto dal giocatore, l'Unico Sopravvissuto ha due storie diverse:
- se si sceglie il sesso femminile, il protagonista si chiamerà Nora, un avvocato laureato presso la Sufflok Country School of Law di Boston;
- se si sceglie il sesso maschile, il protagonista si chiamerà Nate, un veterano di guerra che servì nel 2º Battaglione del 108º Reggimento di Fanteria dell'esercito degli Stati Uniti. Nate è il personaggio predefinito.

Durante le "guerre delle risorse", delle guerre nate a partire dal 2052 a causa di un'economia globale insostenibile che faceva affidamento su petrolio e uranio, si sposò con Nora, ebbe un figlio di nome Shaun e comprò un maggiordomo, un Mister Handy della General Atomics di nome Codsworth. Suo figlio è stato concepito presumibilmente durante un rapporto sessuale avvenuto nel Boston Common. Lo sviluppatore di Bethesda Emil Pagliarulo in un tweet ha rivelato che Nate ha partecipato alla conquista del Canada nel 2072 da parte degli Stati Uniti e compare nel filmato introduttivo di Fallout di apertura in armatura atomica T-51 mentre un suo commilitone giustizia un partigiano canadese.
Il 23 ottobre 2077, l'Unico Sopravvissuto si stava preparando nella sua casa di Sanctuary Hills per un evento presso il Veteran's Hall a Concord, dedicato ai veterani di guerra, quando un rappresentante della Vault-Tec bussò alla sua porta con alcuni documenti pre-approvati per l'accesso al Vault locale: il Vault 111. Qualche istante dopo la televisione, sintonizzata sul notiziario, annunciò che erano state segnalate esplosioni nucleari negli Stati Uniti, precisamente a New York e in Pennsylvania, costringendo l'Unico Sopravvissuto e la loro famiglia a precipitarsi al Vault. Giunti sulla piattaforma di ingresso, una bomba nucleare venne lanciata nell'area del Commonwealth del Massachusetts, ma una volta entrati nella struttura, furono sigillati in stasi criogenica dagli scienziati, con la scusa di essere "decontaminati" per diventare così un residente. Nel 2227, però, degli scienziati ignoti scongelarono tutti i residenti del Vault, per concentrarsi su Shaun e Nora: lì, accompagnati da un uomo calvo armato, rapiscono il piccolo Shaun e uccidono Nora. Sebbene cosciente, l'Unico sopravvissuto è intrappolato nella capsula criogenica di fronte alla moglie ed assiste alla macabra scena senza poter intervenire. Ricongelato, si risveglia il 10 ottobre 2287, più di 200 anni dopo le esplosioni nucleari. Apprendendo di essere l'unico sopravvissuto del Vault 111, decide di cercare suo figlio, quindi esce dal Vault.
Ritornato a Sanctuary Hills, ritrova Codsworth che gli suggerisce di recarsi a Concord per cercare aiuto. L'Unico Sopravvissuto incontra quindi Preston Garvey, uno degli ultimi Minutemen del Commonwealth, una milizia volontaria composta da civili che intendono proteggere altri civili, che gli dirà di recarsi a Diamond City, un insediamento con sede a Fenway Park dove incontrano Piper Wright, la giornalista della città. Lei gli dirà che la persona che lo può aiutare è l'investigatore, Nick Valentine, scomparso però due settimane prima del suo arrivo. Dopo aver trovato Valentine nel Vault 114, insieme scoprono l'identità e la posizione dell'uomo calvo visto insieme agli scienziati, un mercenario di nome Conrad Kellogg che alloggia proprio a Diamond City. Rintracciandolo, rivela che Shaun si trova presso l'Istituto, un'organizzazione segreta temuta dalla popolazione, che ha sede sotto le rovine del Commonwealth Institute of Technology (CIT). Ucciso Kellogg, l'Unico Sopravvissuto recupera un impianto cibernetico dal suo cervello che, su consiglio di Nick, fa analizzare dalla Dottoressa Amari a Goodneighbor. Nel mentre assiste all'arrivo della Confraternita d'Acciaio nella zona del Commonwealth attraverso l'utilizzo del Prydwen, un dirigibile che dispone di numerosi vertibird. Le analisi della dottoressa gli hanno permesso di viaggiare nei ricordi di Kellogg ed individuare un modo per entrare nell'Istituto, ovvero una specie di teletrasporto.
Dopo aver visto i ricordi, l'Unico Sopravvissuto si reca da Brian Virgil, un ex scienziato del reparto di bioscienze dell'Istituto che si è rifugiato nel Mare Splendente, l'area che circonda il cratere dell'esplosione della bomba, per trovare un modo di accesso all'Istituto. Una volta trovato, Virgil siglerà un patto con lui: in cambio delle informazioni, l'ex scienziato vuole riottenere una cura sperimentale a cui stava lavorano per guarirlo dal VEF. I supermutanti che si trovano nell'area del Massachusetts sono opera degli esperimenti dell'Istituto. D'accordo con il piano di Virgil, l'Unico Sopravvissuto uccide un Predatore, un sintetico di terza generazione specializzato nel rintracciare i sintetici ribelli, recupera il suo chip, lo fa analizzare al membro dei Railroad di nome Tom Tuttofare e una volta ottenute le informazioni ritorna da Virgil per il progetto di un macchinario che lo farà entrare nell'Istituto. Una volta entrato, verrà a conoscenza che suo figlio Shaun è al capo dell'Istituto e che il rapimento è avvenuto sessant'anni prima del suo risveglio. A questo punto l'Unico Sopravvissuto è costretto a scegliere con quale fazione allearsi. Per compensare la mancanza del figlio, il vero Shaun ha fatto costruire uno Shaun sintetico, cosicché il padre possa vivere con lui. A causa di un tumore ereditato dall'Unico Sopravvissuto, il vero Shaun morirà.

### Abitante del Vault 76
L'Abitante del Vault 76 (in inglese Vault Dweller), o semplicemente 76,  è il sesto personaggio giocabile, protagonista di Fallout 76. Il suo passato resta completamente ignoto, infatti non ci è dato sapere se sia nato all'interno del Vault o se sia nato nell'Appalachia, anche se tutto fa presupporre che sia nativo del Vault. All'interno del bunker di Whitespring il giocatore potrà scegliere alcune caratteristiche, ininfluenti, della vita del personaggio. Il giocatore si troverà a dover compilare un questionario su ordine di MODUS, un computer dell'Enclave, dove potrà scegliere quale fosse la sua occupazione prima di arrivare lì, scegliendo tra Imprenditore/operaio, avvocato, militare/forze dell'ordine, dottore/scienziato, agricoltore e altro.
Come ordinato dalla Vault-Tec, l'Abitante abbandona la propria residenza il 23 ottobre 2102, così da ricolonizzare tutta l'Appalachia. Prima di uscire, venne rifornito adeguatamente dai Mister Handy della struttura. Insieme ad altri abitanti, l'Abitante riuscirà a sconfiggere una grave minaccia, quella delle bestie ardenti, esseri umani infetti da una malattia post-bellica, guidati dalla loro regina, un pipistrello geneticamente modificato.

## Compagni di squadra

### Fallout 3
Butch DeLoria
Butch DeLoria è un ragazzo nato presumibilmente intorno al 2258 nel Vault 101 e coetaneo del Vagabondo Solitario. All'eta di 10 anni, precisamente il 23 luglio 2268, mentre viveva con la madre Ellen, alcolizzata, partecipò alla festa del decimo compleanno del Vagabondo Solitario, nonostante i risentimenti che aveva per lui.  Proprio durante la festa, Butch tenne un piccolo incontro con i suoi amici, Wally Mack e Paul Hannon Jr., anche loro ragazzi del Vault 101, per decidere il nome della loro banda. Il nome scelto fu quello dei "Sepenti del Tunnel". Sei anni dopo, il 3 agosto 2274, Butch e la sua banda presero di mira Amata, la figlia del soprintendente, fuori dall'aula del Vault, per paura dicesse al padre della loro banda. Lo stesso giorno, Butch sostenne l'esame G.O.A.T., ottenendo così l'impiego di parrucchiere.
Caronte
Caronte è un ghoul al servizio di Ahzrukhal. Nonostante si parli poco del suo passato, secondo il suo proprietario è obbligato a essere al suo servizio viste alcune azioni svolte nel passato. Nella sua vita fa il buttafuori al Nono Cerchio e non si considera lo schiavo di nessuno, anche se eventualmente il Vagabondo Solitario dovesse comprare il suo contratto, Caronte esprimerà un pensiero positivo sul fatto di non lavorare più per Ahzrukhal.
Clover
Clover è una prostituta, una delle due catturate e costrette in schiavitù da Eulogy Jones. Lei e Crimson, la collega, vengono maltrattate dal padrone, anche se a detta di Eulogy, Clover adora tutti coloro che la dominano e la tengono al guinzaglio, facendo presupporre che potrebbe essere una compagna fedele.
Dogmeat

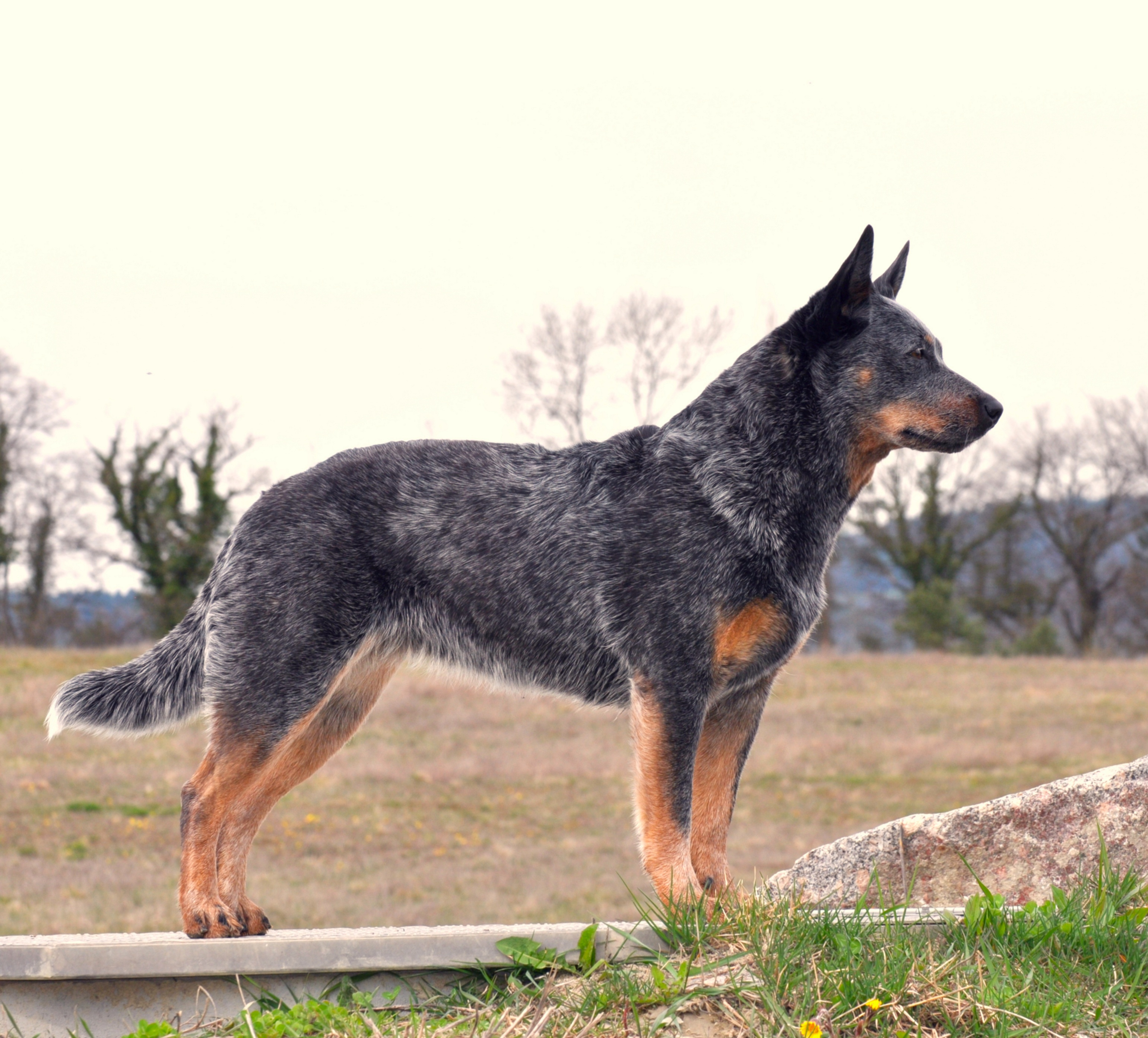
Un Australian Cattle Dog, base per lo sviluppo di Dogmeat in Fallout 3

Dogmeat è un cane Australian Cattle Dog, caratterialmente affettuoso, con le iridi eterocromatiche, agile, abile nell'individuare materiale utile e un feroce compagno in combattimento. Il suo proprietario venne ucciso dai predoni nelle vicinanze del rottamaio della Zona Contaminata della Capitale.
Fawkes
Fawkes è un supermutante intrappolato in una stanza dello staff medico del Vault 87 da altri supermutanti, mutato quando gli scienziati del Vault gli iniettarono il VEF secondo le direttive della Vault-Tec. A differenza dei suoi compagni, Fawkes è una persona educata, pacata, che tiene sotto controllo gli impulsi violenti e che ancora ricorda alcuni avvenimenti del suo passato, ad esempio la vita nel Vault. Nonostante ciò, l'incapacità di ricordare completamente il passato lo tormenta. La sua gentilezza che lo distingue dal comportamento aggressivo dei suoi simili è dovuto ad un terminale presente nella sua stanza, che gli ha permesso di studiare storia, letteratura, scienze e altre materie, oltre che avere accesso a una vasta biblioteca digitale. Fawkes è molto più resistente e forte degli altri supermutanti e gran parte del tempo preferisce utilizzare una gatling.
Jericho
Jericho è un abitante di Megaton nato nel 2212 che, nella sua giovinezza, ha lavorato con i predatori nella Zona Contaminata della Capitale, uccidendo e depredando. Dopo essersi sviluppato con i fucili, diventando un tiratore scelto, Jericho abbandonò i predatori e si stabilì a Megaton per godersi i suoi ultimi anni, senza però perdere le abitudini dei vecchi colleghi. Nonostante abbia l'abitudine di attaccare verbalmente i passanti e di ubriacarsi, aiuta la popolazione a difendersi da eventuali minacce. Occasionalmente compie alcuni lavori per Colin Moriarty. Accompagnato sempre dal suo fucile, a volte rimpiange i tempi passati con i predatori.
Paladino Stella Cross
Il Paladino Stella Cross è un soldato della Confraternita d'Acciaio stanziato alla Cittadella. Guardia del corpo dell'Anziana Lyons, Cross il secondo soldato con il grado più alto. Durante una battaglia, per proteggere Lyons, rimase gravemente ferita e venne operata d'urgenza dallo scriba Rothchild, che eseguì un'operazione di potenziamento che me permise di rimanere in vita. Divenuta quindi un cyborg, non ha bisogno né di dormire e né di mangiare. Fin dall'inizio del Progetto Purezza Cross ha sorvegliato il sito ma, con la nascita del Vagabondo Solitario e la morte della madre, il suo lavoro cessò. L'aumento degli attacchi da parte dei supermutanti obbligarono James e il figlio a lasciare il Jefferson Memorial e a dirigersi verso il Vault 101, scortati fino a Megaton proprio dalla paladina Cross. In qualità di paladino stellare, risponde solo all'anziano, che le ha dato il permesso di perseguire il ripristino del Progetto Purezza come meglio crede. Questo significa schiacciare l'Enclave e adempiere alla missione di James di ripristinare l'acqua pulita nelle lande desolate.
Sergente RL-3
Il Sergente RL-3 è un Mister Gutsy creato dalla General Atomics prima della Grande Guerra e dato in dotazione all'esercito degli Stati Uniti. Dopo l'avvento della guerra, venne recuperato da un commerciante errante di nome Tinker Joe, circa 200 anni dopo la sua creazione. Possiede un'unità di personalità simulata, ma avendo problemi con la programmazione, è esigente riguardo ai suoi compagni. Per questo motivo, il robot si rifiuta di viaggiare con chiunque ritenga "troppo estremo", rendendo difficile per Tinker Joe venderlo.

### Fallout: New Vegas
Rex
Rex, il cui nome ufficiale è Mk. III Cyberhound, Law Enforcement Officer Support Model, n. B955883 è un cybercane di 209 anni posseduto dal gruppo King. In parte cane da pastore tedesco e in parte robot, Rex era un cane in dotazione alle forze dell'ordine statunitensi, risalente a prima della Grande Guerra. Nato nel 2072, lavorò come cane poliziotto per la stazione di Denver City, per poi essere potenziato con parti robotiche in data sconosciuta. Il motivo è sconosciuto. Trovato dai membri della Legione, divenne il compagno fidato di Cesare fino a quando, dopo essere scomparso nella Prima Battaglia di Hoover Dam, raggiunse Freeside, dove venne accolto da Il Re, capo dei King. Rex soffre di degradazione cerebrale: la morte lenta del cervello e la conseguente degenerazione neurale sta facendo morire lentamente anche lui. Sulla sua parte robotica è disegnato un toro rosso, simbolo della Legione.
Arcade Gannon
Arcade Israel Gannon è un membro dei Seguaci dell'Apocalisse e un possibile compagno nel 2281. Arcade è impegnato nella ricerca di potenziali utilizzi medici degli elementi presenti nella Zona contaminata del Mojave insieme alla sua divisione all'Old Mormon Fort di Freeside. Le sue ricerche procedono a rilento, ma egli non demorde e continua a lavorare con ambizione al suo progetto. Tuttavia, se qualcuno riuscisse a convincerlo, egli sarebbe disposto a interrompere le sperimentazioni per risolvere questioni più importanti.
Craig Boone
Craig Boone, un vecchio cecchino dell'unita 1° Ricognitori dell'RNC con un conto in sospeso con la Legione di Caesar e un atteggiamento negativo.
Lillian Marie Bowen
Lillian Marie Bowen è un nightkin amichevole che una volta apparteneva all'esercito del Maestro.
Raul Alfonso Tejada
Raul Alfonso Tejada è un meccanico e vecchio pistolero ghoul tenuto prigioniero a Black Mountain da Tabitha, la folle leader dello Stato di Utobitha.
Rose of Sharon Cassidy
Rose of Sharon Cassidy (anche conosciuta come Cass), proprietaria di una carovana e figlia di John Cassidy.
Veronica Santangelo
Veronica Santangelo è uno scriba disilluso della Confraternita d'Acciaio.
ED-E
ED-E è un prototipo di eyebot creato per scopi bellici e di ricognizione. 

### Fallout 4
Ada
Ada è un robot Assaultron, modificato con parti di robot Sentinella e Protectron, che si può incontrare appena a nord-est della Wattz Consumer Electronic. La sua creazione si deve a Jackson, un carovaniere che l'ha progettata come guardia. Durante un viaggio nel Commonwealth, la carovana venne attaccata dai robot de Il Meccanista, che causarono la morte di tutti i carovanieri e dei robot difensivi, esclusa Ada, aiutata (opzionale) dall'Ultimo Sopravvissuto.
Ada è disponibile solo con il DLC Automatron.
Cait
Cait è una ragazza cresciuta in una famiglia violenta, da cui tentò di scappare due volte: la prima volta venne rinchiusa in un capanno, mentre alla seconda gli venne rotta una gamba. Durante la sua infanzia venne continuamente picchiata, fino all'età di 18 anni, quando i suoi genitori decisero di venderla agli schiavisti. Per cinque anni subì abusi e ordini, riuscendo però a rubare denaro fino a permettersi di acquistare la propria libertà. Ritornata alla sua vecchia casa, sparò ai suoi genitori causandone la morte. Una volta arrivata alla Combat Zone, per tre anni fece la combattente, riuscendo così ad aggiudicarsi dei pasti caldi e del denaro. In questo periodo, divenne dipendente dalle droghe, assumendo Psycho per mantenere uno stile di vita fisicamente impegnativo, e iniziando un interesse amoroso con Stratton, un uomo violento che per una litigata tra i due, la fece riempire di botte da un gruppo di predoni.
Codsworth
Codsworth è un robot Mister Handy della General Atomics, maggiordomo posseduto di Nate e Nora prima della Grande Guerra, acquistato attorno al 23 ottobre 2077. A Codsworth non era concesso l'ingresso al Vault 111, come affermato dal rappresentante della Vault-Tec, quindi venne lasciato a casa. Abbandonato al suo destino, all'inizio fece finta di nulla, ma poi decise di vagare per il Commonwealth, visitando la città di Concord: lì venne preso a bastonate dalla gente del luogo e in alcune occasioni si ritrovò ad essere il bersaglio di qualche proiettile.
Curie
Curie, il cui nome ufficiale è Contagions Vulnerability Robotic Infirmary Engineer (CVRIE), è un robot Miss Nanny della General Atomics che risiede nel Vault 81. Progettata per essere il guardiano del Vault, la sua intelligenza e le sue conoscenze sono l'insieme di tutte le menti degli scienziati del Vault. Curie subì una modifica da parte del Dott. Kenneth Collins, un ricercatore della struttura, che andò a migliorare la sua subroutine di personalità. Infatti, Collins inserì alcune informazioni su due ragazze, creando così una personalità femminile migliore e dandole l'attuale nome. Le donne da cui prese spunto erano la nota polacca Marie Curie e una donna con la quale Collins aveva intrattenuto una relazione a Parigi nel 2040. Rimasta intrappolata nel Vault dopo la morte degli scienziati, si prese cura di loro dandogli una sepoltura, per poi continuare a lavorare al progetto, ovvero creare una cura per ogni malattia. Per decenni proseguì con le sue ricerche in completa solitudine fino al 2204 quando riuscì a portare a termine il progetto. Sfortunatamente la sua programmazione le impediva di poter lasciare il suo luogo di lavoro senza un'autorizzazione diretta da parte di un dipendente della Vault-Tec. Eventualmente dovesse incontrare l'Unico Sopravvissuto, Curie viene liberata dopo altri 83 anni dal completamento della cura.
Dogmeat

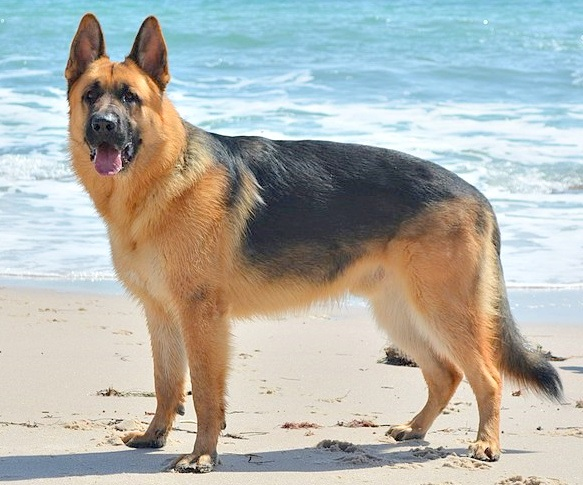
Cane da pastore tedesco, base per lo sviluppo di Dogmeat in Fallout 4

Dogmeat è un cane da pastore tedesco che si può trovare nella stazione di servizio Red Rocket fuori Sanctuary Hills. Il nome viene dato da Mama Murphy, una anziana signora dipendente dalle droghe, e nonostante non abbia un padrone, è amichevole. Durante la sua vita Dogmeat ha assistito Nick Valentine in alcuni casi investigativi e ha accompagnato Preston Garvey e il suo gruppo, tra cui Mama Murphy, sulla strada per Concord. Quando il gruppo è caduto in un'imboscata dei predoni, Preston lo inviò per cercare aiuto nelle vicine di Sanctuary Hills. Possiede notevoli sensi e capacità di tracciamento, infatti aiuta l'Unico Sopravvissuto a rintracciare Conrad Kellogg.
John Hancock

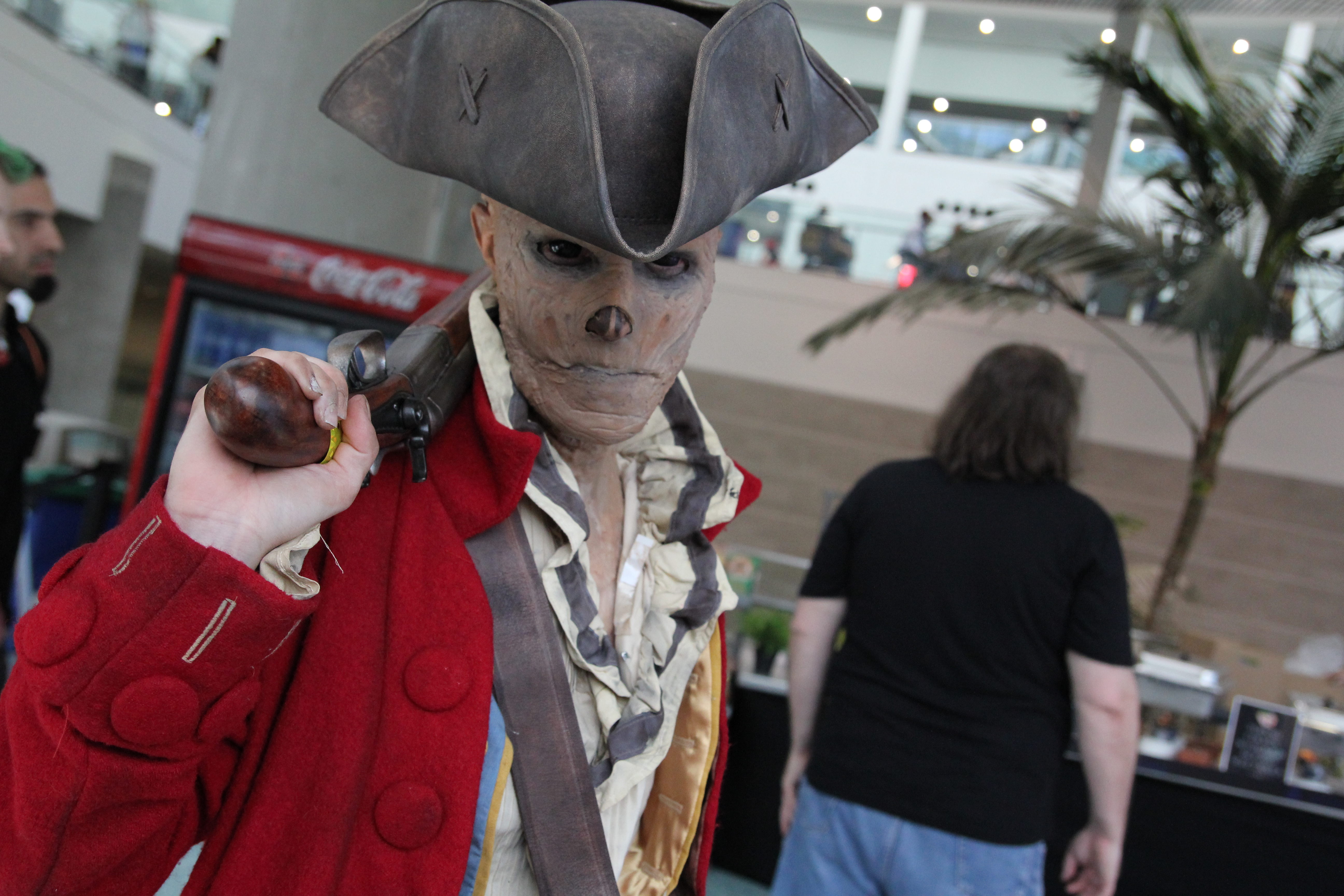
Cosplay di John Hancock, con le sembianze di ghoul e vestito con gli abiti del politico del XVIII secolo John Hancock

John Hancock, nato con il cognome McDonough, è il fratello minore del sindaco di Diamond City. Figlio di Patrick e Martha, che abitavano entrambi nella zona del Commonwealth, fin da bambino ha condiviso un rapporto difficile con il fratello, nutrendo però un certo amore. Dopo aver vissuto a Diamond City insieme al fratello, nel 2282, divenuto sindaco l'anziano fratello, deciderà di andarsene dopo la politica d'odio, razzia e di paura ai danni degli abitanti ghoul, che saranno poi cacciati con la forza dopo che uno di loro divenne ferale e attaccò la popolazione. Il rapporto tra loro si interruppe completamente quando John lo affrontò nel suo ufficio dopo il suo discorso di insediamento, e suo fratello non diede segno di rimorso per la violenza anti-ghoul che la sua campagna aveva incitato, semplicemente gongolando che la città fosse finalmente sua. Dopo aver salvato quanti più ghoul possibili, si trasferisce nella città di Goodneighbor, all'epoca gestita dallo spietato boss della mafia Vic. Sfortunatamente, molti dei ghoul che viaggiavano con lui non sono riusciti ad adattarsi alla vita nei bassifondi e sono fuggiti tra le rovine di Boston e le terre desolate circostanti del Commonwealth, morendo infine di fame o per mano di persone violente.
Caduto in depressione e abusando di droghe, in una data ignota del 2282 assume una droga sperimentale radioattiva, che lo trasformeranno in un ghoul, mutazione che non rifiuterà mai, visti i numerosi benefici come una notevole salute. Il suo punto più basso in assoluto è arrivato dopo aver assistito all'omicidio di un compagno vagabondo per mano degli scagnozzi di Vic. Nonostante sapesse che non avrebbe potuto fare nulla contro, John considerava l'impossibilità di intervenire codarda e per compensare, decide di abusare di droghe andando in overdose e svenendo. Ripreso conoscenza si è ritrovato sdraiato sul pavimento della Old State House accanto a un set di vestiti appartenuti al politico John Hancock del XVIII secolo: lì gli venne l'idea di assumere l'identità della figura storica e di formare una milizia rivoluzionaria con lo scopo di rovesciare la dittatura di Vic. Dopo aver radunato un equipaggio di vagabondi, convinse il robot assaultron KL-E-0, commerciante di armi a Goodneighbor, a prestare loro delle armi.
Nick Valentine

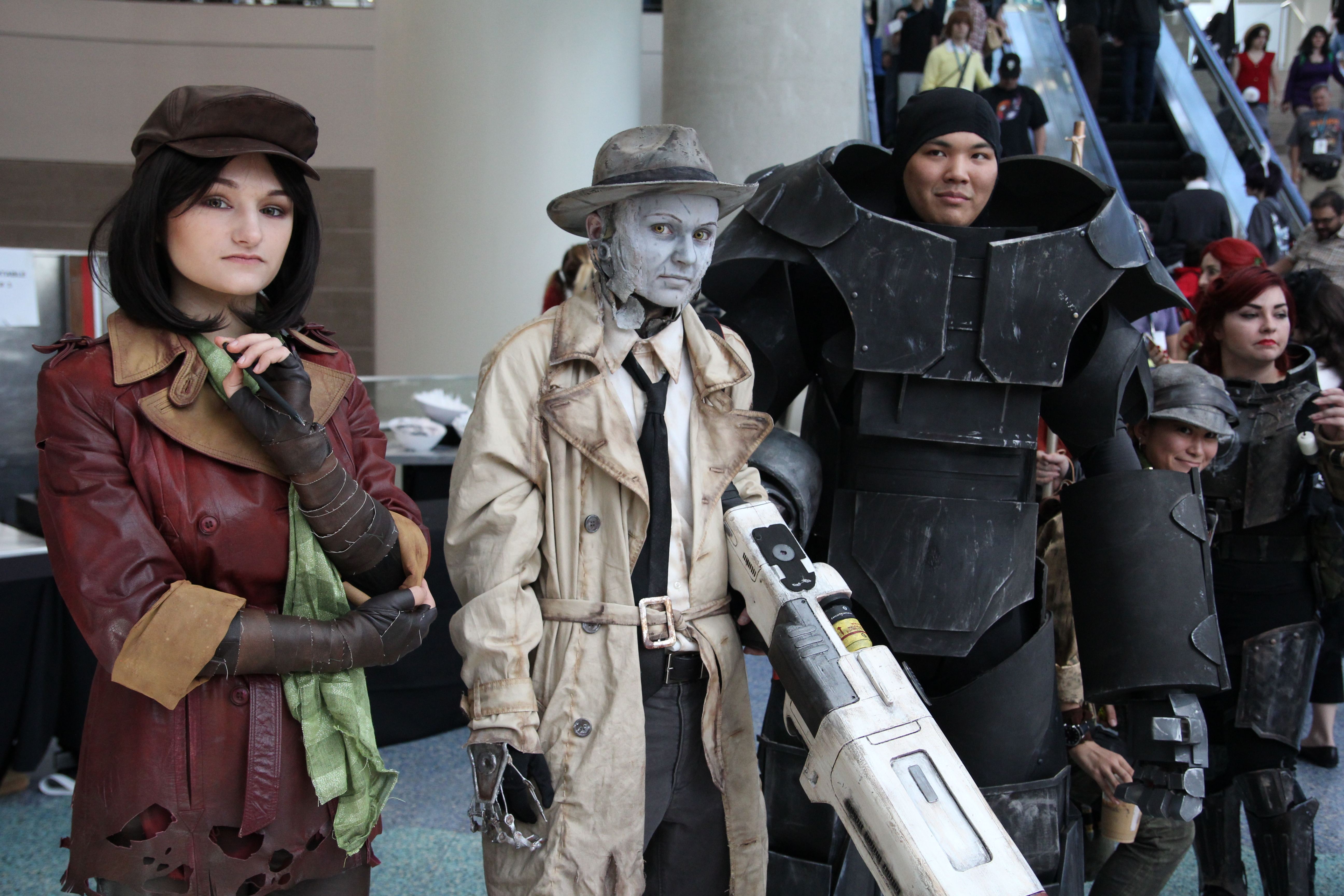
Cosplay di Nick Valentine (centro) con quello di Piper (sinistra) e un'armatura atomica X-01 (destra)

Nick Valentine è un prototipo di sintetico di prima generazione fuggito dall'Istituto che lavora come detective a Diamond City. Nick, nella trama originale di Fallout 4 non sa di avere un fratello, anche lui un prototipo di sintetico di prima generazione. Eventualmente il giocatore decidesse di portarlo a Far Harbor e poi all'insediamento di Acadia, un luogo di rifugio per sintetici, Nick verrà a conoscenza di suo fratello DiMA. Come molti altri sintetici presenti nel Commonwealth, anche Nick possiede la memoria di una persona umana realmente esistita, ma non le sembianze, essendo uno dei primi sintetici realizzati. La sua memoria, così come il suo nome, derivano da un detective della polizia di Chicago di nome Nick Valentine: l'originale detective arrivò a Boston per lavorare in una speciale task force all'operazione "Fine di Winter", un'operazione attivata per catturare il boss mafioso Eddie Winter. Durante le indagini Winter riuscì ad uccidere la sua fidanzata, Jennifer Lands, visto che l'ufficio BADTFL, nonostante fosse informato dei possibili attacchi per l'incolumità del detective e della fidanzata, non attivò un piano di protezione. Caduto in depressione, l'originale Nick venne informato dello sciogliemmo della task forse quando il  capitano Jonathan Widmark, il capo della task force, gli confessò di aver scoperto che Eddie Winter collaborava con il BADTFL e il procuratore distrettuale per incriminare i suoi soci in cambio dell'immunità, peggiorando così la sua salute. Visto ciò, Widmark gli ordinò di farsi curare lo disturbo da stress post-traumatico al Commonwealth Institute of Technology (CIT), che stava in quel momento collaborando con la polizia di Boston. Il Nick sintetico ricorda che l'originale Nick entrò nel CIT, ma non ricorda nulla fino a quando non si risvegliò in un bidone della spazzatura come sintetico e con l'idea di essere uno scarto dell'Istituto.
Conoscendo DiMA, scoprirà che fuggirono insieme dall'Istituto ma a causa della confusione del risveglio, Nick lo attaccò e DiMA fu costretto ad atterrarlo e lasciarlo lì. Dopo aver ripreso conoscenza vagò per la terra desolata in uno stato di confusione per diverse settimane. Alla fine si dimenticò della sua relazione passata con DiMA a causa della capacità limitata di memoria. DiMA, inoltre, gli confesserà che tra lui e Nick c'è una sostanziale differenza di memoria, infatti quella di DiMA ha avuto la possibilità di svilupparsi con le esperienze, mentre con Nick l'Istituto impiantò un'intera memoria già strutturata (quella del detective). Vagando per il Commonwealth non venne mai visto di buon occhio fino a quando venne accettato per la prima volta in una piccola comunità dove un meccanico lo riparò. Durante questo periodo Nick fece amicizia con un bambino di nome Jim che divenne il suo primo contatto umano ricordato. Lasciato l'insediamento, ritornò dopo anni a fargli visita ma scoprì che venne distrutto dai predoni. Giunto quindi a Diamond City si guadagnò il rispetto salvando la figlia dell'allora sindaco Henry Roberts dopo che scappò con un rapitore che si fingeva un commerciante di carovane. Trovandoli per puro caso mentre vagava per il Commonwealth, li spaventò minacciandoli di avere una bomba dentro di lui ed emettendo segnali acustici, anche se pronunciò solamente la parola "bip". Ricompensato con una casa a Diamond City nonostante le obiezioni dei cittadini, qui iniziò la sua attività di detective aiutando le persone e lavorando a vari casi, fino a quando non venne rinchiuso nel Vault 114 durante la ricerca di Darla, una donna che si credeva fosse stata rapita ma in realtà era scappata per unirsi al mafioso Malone lo Smilzo (un "vecchio amico" di Nick). Una volta liberato dall'Ultimo Sopravvissuto, nel corso degli eventi ammetterà di conoscere Dogmeat, avendolo aiutato in passato, di avere grandi capacità di hacking e di aiutarlo a stanare il mafioso Eddie Winter, divenuto un ghoul e ancora vivo nel 2287. Nonostante sia una creazione dell'Istituto, non si conosce la sua designazione, facendo presuppore che i prototipi o i sintetici di prima generazione non ne avessero uno.
Paladino Danse
Il Paladino Danse è un soldato della Confraternita d'Acciaio stanziato nella stazione di polizia di Cambridge. Prima di entrare nella Confraternita, Danse era un orfano cresciuto nella Zona Contaminata della Capitale. In gioventù fece il saccheggiatore frugando tra la spazzatura delle rovine di Washington, fino a quando non aprì una bancarella a Rivet City. Proprio in questo periodo divenne amico di un uomo di nome Cutler ed insieme si dedicarono al commercio. Quando la Confraternita si recò in città per reclutare personale, Danse e Cutler si arruolarono per dare un senso alla loro esistenza. Entrati quindi nell'ordine, divennero soldati di successo, ma appena un anno dopo essere stati assegnati al Prydwen, Cutler fu dichiarato disperso durante una missione. Danse venne messo a capo della squadra di ricerca e condusse una battuta di tre settimane per ritrovare il suo amico e dopo essersi recato in un covo di supermutanti, Danse scoprì che la squadra era morta e che Cutler era stato esposto al VEF. Sconvolto dalla scoperta, lo uccise. Questa esperienza rese Danse intollerante verso la maggior parte dei non umani, inclusi supermutanti, ghoul, e sintetici. Agli inizi del 2287 assunse il rango di paladino e divenne uno degli uomini più importanti di Arthur Maxson. Gli venne assegnata una pattuglia da ricognizione e fu schierato nel Commonwealth per investigare sulle attività dell'Istituto. Purtroppo il susseguirsi di eventi sfortunati ridusse la sua squadra a soli tre uomini lui compreso. Nonostante Danse voglia distruggere l'Istituto, non è a conoscenza di essere anche lui una sua creazione: in una data sconosciuta venne rapito e sostituito da un sintetico di terza generazione. La sua designazione dell'Istituto è M7-97.
Piper Wright

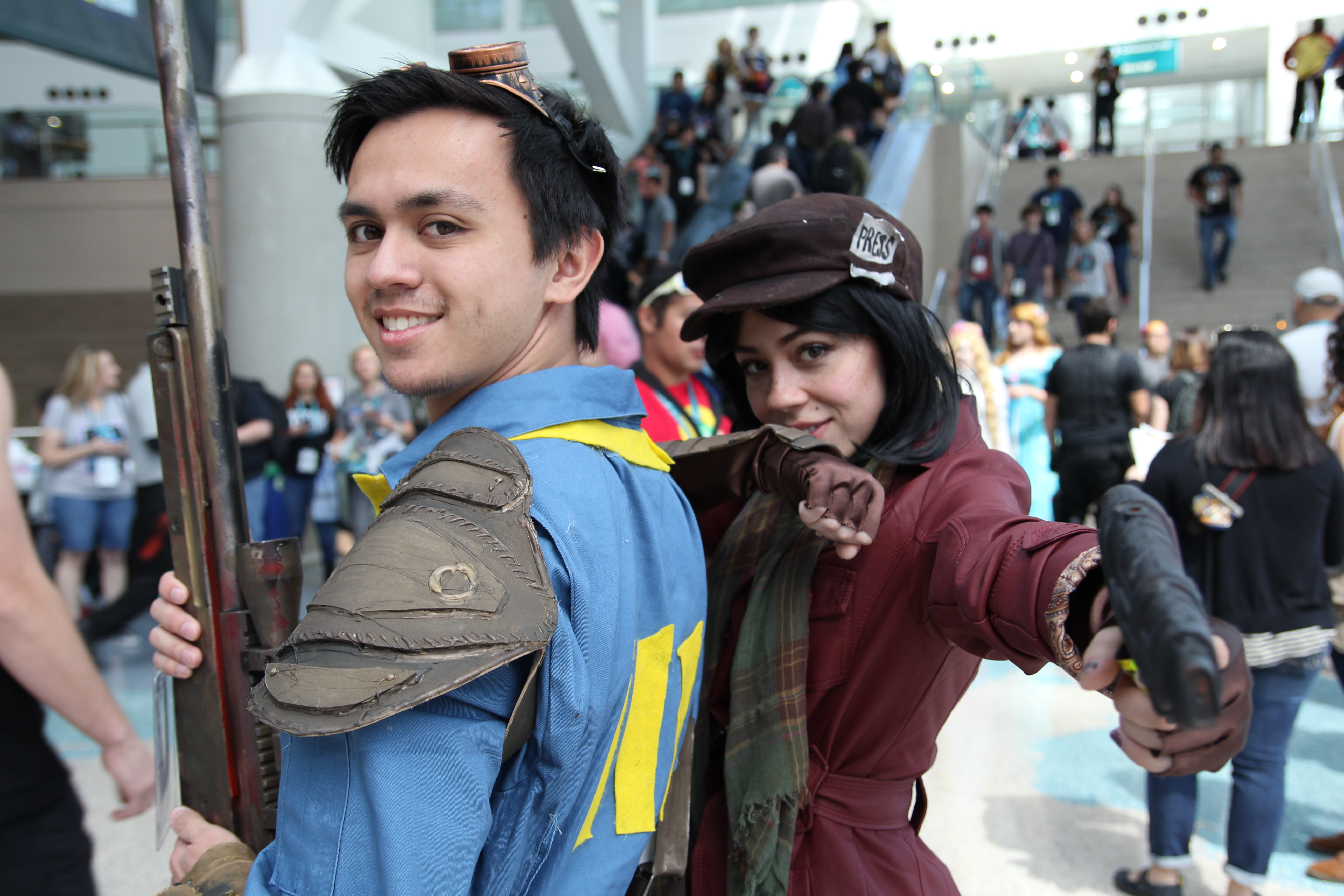
Cosplay dell'Unico Sopravvissuto (sinistra) e di Piper (destra)

Piper Wright è una giornalista residente a Diamond City, cresciuta in una piccola comunità alla periferia del Commonwealth con la sorella minore Nat e il padre, un membro della milizia locale. Mentre ancora risiedeva nella cittadina, scoprì che i predoni intendevano saccheggiare la città, in accordo con il superiore di suo padre, il capitano Mayburn. Infatti, Mayburn lasciò il cancello principale aperto e incustodito una notte per consentire loro l'accesso, in cambio di una parte del bottino. Per effettuare questo piano fece uccidere il padre. Di conseguenza, Piper andò a parlare con la milizia, ma quest'ultimi non credettero alle sue affermazioni. Per riuscire nel suo intento, fece circolare alcuni poster di ricercati, capitano compreso, seguito da un elenco dei loro crimini. L'accusa pubblica attirò l'attenzione del sindaco, che accettò le prove e li esiliò. Tempo dopo gli esiliati, oramai predoni, decisero di attaccare il paese, trovando però una solida difesa, fallendo quindi nel tentativo. Recuperati abbastanza soldi, Piper e Nat si trasferirono a Diamond City, dove iniziarono la loro carriera come giornaliste investigative. Dopo un periodo di successo, Piper e la sua agenzia di stampa, la Publick Occurrences, caddero sotto accusa proprio a causa del suo lavoro, infatti gli articoli stampati erano visti dalle persone come negativi, In questo periodo la giornalista subì numerose minacce di morte e sventò un tentato omicidio, ritrovarsi anche in situazioni difficili. Dopo l'articolo "La sintetica verità", dove accusa pubblicamente il sindaco McDonough di essere un sintetico dell'Istituto, viene bandita dalla città. Come giornalista investigativa, Piper ha un buon rapporto con Nick Valentine poiché entrambi sono investigatori, mentre nutre antipatia per la Confraternita d'Acciaio.
Porter Gage
Porter Gage è un predone cresciuto in un piccolo insediamento agricolo con i suoi genitori, costretti ad accontentare le richieste dei predoni stanziati nelle vicinanze. All'età di 12 anni, proprio durante un raid della fazione, fuggì di casa, per poi iniziare a lavorare negli anni seguenti per guadagnare denaro. Divenuto una guardia di un carovaniere, all'età di 16 anni decise che non avrebbe avuto più paura dei predoni, lasciandosi quindi alle spalle tutta la sua vita passata. Entrato nella banda di Connor, dopo aver proposto delle migliorie ed essersi offerto come mediatore per sistemare alcune diatribe con un'altra banda, venne incastrato da Connor, riuscendo a fuggire e salvarsi.
Dopo aver cambiato numerose bande, giunse nel Commonwealth e iniziò a lavorare con Colter: lì consiglio vivamente Colter di diventare la guida di altre tre bande, i Discepoli, gli Operatori e il Branco e, una volta riunita questa forza, di assaltare l'ex parco divertimenti prebellico Nuka-World, divenuto insediamento di coloni. Colter seguì il piano, che si concluse con la caduta di Nuka-Town, una parte del parco, e la carcerazione di numerosi coloni. Divenuto il braccio destro di Colter, quando le bande iniziarono a nutrire risentimento verso il capo, Gage escogitò un piano per rimpiazzarlo. Eventualmente l'Unico Sopravvissuto dovesse raggiungere il parco, Gage lo aiuterà a sconfiggere Colter, facendolo diventare il nuovo capo.
Porter Gage è disponibile solo con il DLC Nuka-World.
Preston Garvey
Preston Garvey è uno degli ultimi Minutemen del Commonwealth. Durante la sua infanzia i membri della milizia erano i suoi eroi, quindi una volta cresciuto, a 17 anni, si arruolò nella compagnia sotto il comando del colonnello Hollis. Nel 2282 il generale Becker, l'ultimo leader del gruppo, fu ucciso in combattimento e di conseguenza si crearono varie lotte interne che disintegrarono il sistema dei Minutemen: l'unico gruppo attivo fu quello di Hollis, a cui apparteneva Garvey. Sette anni dopo, Sturges, un abitante dell'influente centro commerciale di Quincy, chiese l'aiuto dei Minutemen dopo aver ascoltato una delle visioni di Mama Murphy. Preston rispose alla chiamata insieme a Hollins e si trovarono a scontrarsi contro i Gunner, che ambiavo a conquistare il luogo. Preston aiutò i coloni a costruire difese più adeguate per la città. Nonostante tutto, i Minutemen si trovarono in difficoltà e furono costretti a chiedere supporto, che purtroppo non arrivò mai, quindi i Gunner conquistarono la città. L'evento è noto come il massacro di Quincy e ha catalizzato la disintegrazione dei restanti insediamenti sotto la protezione dei Minutemen. Di conseguenza, Preston radunò i pochi civili Quincy rimasti e i fedeli membri dei Minutemen, ed insieme a loro fuggì dirigendosi prima verso Jamaica Plain, poi a Lexinton ed infine a Concord, aiutati anche da Dogmeat. Durante il viaggio Preston e il gruppo si trovarono ad affrontare numerosi scontri, tra cui i Gunner nei paraggi di Jamaica Plain, i ghoul ferali a Lexinton e i predoni a Concord.
Robert MacCready
Robert MacCready è un mercenario nato nel 2264 nella Zona Contaminata di Washington da genitori che non ha mai conosciuto. Divenuto capo di Little Lamplight nel 2274, all'età di 16 anni iniziò a vagare per le lande desolate in solitaria, fino a quando non incontrò una ragazza di nome Lucy: insieme viaggiarono coprendosi le spalle, fino a quando non si innamorarono l'uno dell'altro. Per evitare di perderla, le disse di essere un soldato e no un mercenario. Dopo aver avuto un figlio, Duncan, Lucy venne uccisa da ghoul selvatici, situazione che portò MacCready a migliorare leggermente la sua vita. Dopo aver costruito una fattoria, Duncan venne colpito da una malattia misteriosa che gli causò febbre e numerose bolle blu sul copro e MacCready si rivolse ai medici locali per trovare una cura. Non trovandola nel Distretto di Columbia, decise di partire alla ricerca, trasferendosi nel Commonwealth del Massachusetts. Al suo arrivo i Gunners stavano reclutando tiratori scelti nei loro ranghi e MacCready si unì per racimolare del denaro, nonostante il loro comportamento era completamente differente dal suo nuovo codice morale. Interrotti i rapporti nell'estate del 2287, incontrò Sinclair, un mercenario che stava cercando la stessa cura, venendo a conoscenza che la Med-Tek stava sperimentando una cura universale nella sua struttura di Medford prima della Grande Guerra. I due partirono verso la struttura medica in spedizione ma, una volta giunti sul luogo, vennero respinti da un gruppo di ghoul ferali che alloggiavano proprio al di fuori della struttura. L'attacco portò alla morte di Sinclair. MacCready decise quindi di recarsi a Goodneighbor, aprì un negozio e aiutò Daisy a gestire qualche cliente ostile nei suoi confronti, poiché nessuno era disposto a lavorare con lui essendo stato con i Gunner, nonostante le sue abilità da tiratore scelto.
Strong
Strong è un supermutante alla ricerca del "latte di umana dolcezza", ovvero i sentimenti positivi umani. Opera dell'istituto, come tutti i supermutanti presenti nell'area del Commonwealth, la sua vita cambiò quando Rex Goodman, un predicatore, si diresse alla Trinity Tower per dare un insegnamento ai supermutanti. Goodman fece colpo su Strong con la commedia Macbeth, infatti la frase del "latte" deriva proprio dall'opera (Atto 1: Scena 5). Strong sembra aver preso questa metafora un po' più alla lettera e crede ciò che sta cercando sia una bevanda che darà ai supermutanti la forza che rende gli umani esseri di successo. Strong e Goodman vennero rinchiusi in gabbia dal supermutante capo Fist. Non conoscendo la funzionalità della torre, che fungeva prima da torre per la stazione radio, Goodman ne approfittò per lanciare un segnale di aiuto nell'area circostante. Come molti supermutanti, Strong è abile nelle armi pesanti, come lanciamissili, minigun e gatling.
X6-88
X6-88 è un sintetico di terza generazione che lavora come Predatore, un soldato elite che si occupa di recuperare sintetici ribelli fuori dall'Istituto. Non si sa nulla della persona di cui ha preso le sembianze. Il primo incontro con l'Unico Sopravvissuto sarà nei ricordi di Conrad Kellogg, dove lo si potrà vedere nella casa di Kellogg a Diamond City impegnato a recuperare il sintetico S9-23 e ad assegnare al mercenario il compito Virgil, lo scienziato fuggito dall'Istituto. Giunto all'Istituto, il Padre darà all'Unico Sopravvissuto il compito di recuperare il sintetico B5-92, conosciuto come Gabriel, un predone a capo di un gruppo che risiede a Libertalia.
Vecchio Longfellow
Il Vecchio Longfellow è un cacciatore che abita nell'isola di Far Harbor. Uomo di grande conoscenza, ricorda perfettamente i tempi in cui la nebbia radioattiva ricopriva l'intera isola, per poi ritirarsi, lasciando presupporre la sua età avanzata. È una delle poche persone native dell'isola che conosce le strade, i pericoli e che può accompagnare una persona attraverso la nebbia in sicurezza. Tendente all'alcolismo a causa del whisky, da giovane era innamorato di una nativa dell'isola, una ragazza di nome Hannah, da cui aspettava un figlio. I Figli dell'Atomo la rapirono e le fecero il lavaggio del cervello, causando così un aborto spontaneo a causa delle radiazioni ricevute. Longfellow, ferito, si fece due mesi di riabilitazione, ma oramai per la sua compagna era troppo tardi. Hannah morì per mano dei cacciatori di pelle, mentre Longfellow iniziò a nutrire odio per i Figli dell'Atomo.
Longfellow è disponibile solo con il DLC Far Harbor.

### Fallout 76
In Fallout 76 non troviamo dei compagni di squadra, ma degli alleati che possono essere reclutati e trasferiti presso il nostro C.A.M.P..

## Serie televisiva
- Lucy MacLean, è un personaggio immaginario protagonista della serie televisiva Fallout. È la figlia del soprintendente del Vault 33, situato in California; interpretata da Ella Purnell e doppiata da Marta Filippi.
Nata e cresciuta all'interno del Vault 33, Lucy vive una realtà controllata e protetta, lontana dalle pericolose minacce del mondo esterno. Lucy si offre volontaria per un matrimonio combinato con un abitante del Vault 32, ignara delle losche trame che si celano dietro l'unione. La sua ingenuità viene messa a dura prova quando il matrimonio si rivela una farsa orchestrata da predoni guidati da Lee Moldaver, che rapiscono suo padre Hank, il soprintendente del Vault. Determinata a salvarlo, Lucy sfida le regole rigide del Vault e si avventura da sola nella Zona Contaminata, un territorio ostile e desolato segnato dalle conseguenze di una guerra nucleare.
- Maximus è un personaggio immaginario protagonista secondario della serie televisiva Fallout; interpretato da Aaron Moten e doppiato da Jacopo Venturiero. È un membro della Confraternita d'Acciaio.
Quando, da bambino, la famiglia e la comunità gli furono sottratte in un incidente traumatico, Maximus fu allevato dalla Confraternita d'Acciaio, che è ora la sua famiglia e la sua comunità. Dopo essere stato iniziato e messo a servizio del cavaliere "Thitus", viene spedito in missione con il suo superiore nella zona contaminata per poter recuperare una potente tecnologia che potrebbe tornare utile alla confraternita. Dopo che Titus viene gravemente ferito a morte da un orso radioattivo, Maximus prende la sua armatura e si identifica come il defunto cavaliere.
- Cooper Howard, conosciuto anche come "Il Ghoul", è un attore americano immaginario, co-protagonista della serie televisiva Fallout; interpretato da Walton Goggins e doppiato da Andrea Lavagnino.
Nato prima della Grande Guerra, Cooper prestò servizio nel Corpo dei Marines degli Stati Uniti all'inizio della guerra sino-americana, partecipando poi alla disperata difesa dell'Alaska. Dopo il suo onorevole congedo, ha iniziato un'importante carriera di attore ad Hollywood affermandosi nell'industria cinematografica Western di alto profilo. Durante le riprese di un film, Cooper iniziò ad avere dubbi sulle azioni fuori dal personaggio del suo eroe, le quali risentivano di un forte timbro patriottico ed anticomunista. Su insistenza dell'allora moglie Barb Howard (un dirigente di alto rango della Vault-Tec), accettò di diventare un modello per la campagna promozionale della Vault-Tec, indossando la tuta della Vault per un servizio fotografico promozionale che fu utilizzato nel marketing a livello nazionale. Uno degli scatti lo ritraeva sorridente con il pollice alzato, un gesto che sarebbe stato associato a lui nel corso degli anni, diventanto la celebre mascotte "Vault Boy".

## Antagonisti

### Fallout 2
Dick Richardson
Dick Richardson è un uomo anziano che ricopre il ruolo di Presidente dell'Enclave sulla piattaforma petrolifera dell'Enclave, la base dell'organizzazione situata nell'oceano Pacifico. Divenuto presidente il 5 marzo 2220 grazie all'influenza politica di suo padre, anche lui presidente nel mandato precedente, rimase in carica per cinque mandati consecutivi, imponendo una politica dura che seguiva quella genocida verso i "mutanti" e le persone non appartenenti all'organizzazione, condotta in origine dagli anni 2140, e di terrore nei confronti degli stessi membri, infatti qualsiasi reclamo era considerato segno di slealtà e sarebbe stato considerato un valido motivo per l'assegnazione della persona nelle operazioni sulla terraferma permanentemente. Seguendo i piani dell'Enclave per il dominio assoluto sugli ex Stati Uniti, fu il promotore del "Progetto", una serie di operazioni scientifiche che volevano rendere il VEF ulteriormente tossico per usarlo contro gli abitanti della superficie non dell'Enclave. Richardson fu ucciso dal Prescelto nel 2242, poche ore prima che il Progetto fosse completato. L'esplosione nucleare che distrusse la piattaforma petrolifera cancellò quasi tutte le tracce del presidente Richardson dalla storia, a parte ciò che rimase nelle banche dati isolate dell'Enclave o la personalità amalgamata di John Henry Eden.
Frank Horrigan
Frank Horrigan è un supermutante al servizio dell'Enclave. Originariamente, serviva come guardia del corpo personale di Dick Richardson fino a quando un errore psicotico sconosciuto lo costrinse a essere riassegnato al servizio di pattuglia sulla terraferma. Durante una di quelle spedizioni nella base militare di Mariposa entrò in contatto con il VEF iniziando così a mutare in un supermutante. Invece di ucciderlo come gli altri membri della sua nuova specie, l'Enclave decise di studiarlo e per due anni fu sottoposto al pieno controllo degli scienziati. Il dottore e colonnello Charles Curling decise di utilizzarlo come cavia per esperimenti con i suoi ceppi modificati di VEF1, considerando il risultato piuttosto positivo. Divenuto un supermutante cyborg, quando i test cominciarono a esaurirsi nel gennaio 2239 l'Enclave approfittò della sua diminuzione d'intelligenza data dal virus per indottrinarlo ulteriormente e lo fece ritornare ad operare come soldato, indossando un'armatura atomica potenziata progettata su misura alimentata da un reattore a microfusione di grandi dimensioni montato sul retro e armato con una lama composita temprata per il combattimento ravvicinato e un prototipo sperimentale di pistola al plasma, ottenendo così il titolo di combattente più letale della Repubblica della Nuova California. Per tenerlo in salute, l'armatura venne progettata per iniettargli continuamente farmaci e altri agenti stabilizzanti, diventando così l'unica fonte di sostentamento per la sua vita. Nonostante il suo aspetto, Horrigan non si considera un mutante ed è molto cruento nelle uccisioni, a tal punto da creare incubi ai suoi stessi commilitoni e da farlo escludere da tutti come compagno di missione. Il 30 agosto 2241 si occupò di dare la caccia e reclutare un anziano contadino le cui conoscenze potevano rivelarsi pericolose, ma alla risposta negativa di quest'ultimo lo uccise, risparmiando però il Prescelto presente all'esecuzione. Nel 2242 si trovò a combattere con il Prescelto nella piattaforma petrolifera dell'Enclave, rimanendo gravemente ferito. Dopo essere caduto a terra, i danni ricevuti all'armatura lo fecero esplodere in due parti nei pressi del ventre, ma fu capace di rialzarsi solo con le braccia fino a quando non crollò definitivamente a terra mentre l'alta pressione dell'armatura gli fece esplodere e staccare la testa. 

### Fallout 4
Il Meccanista

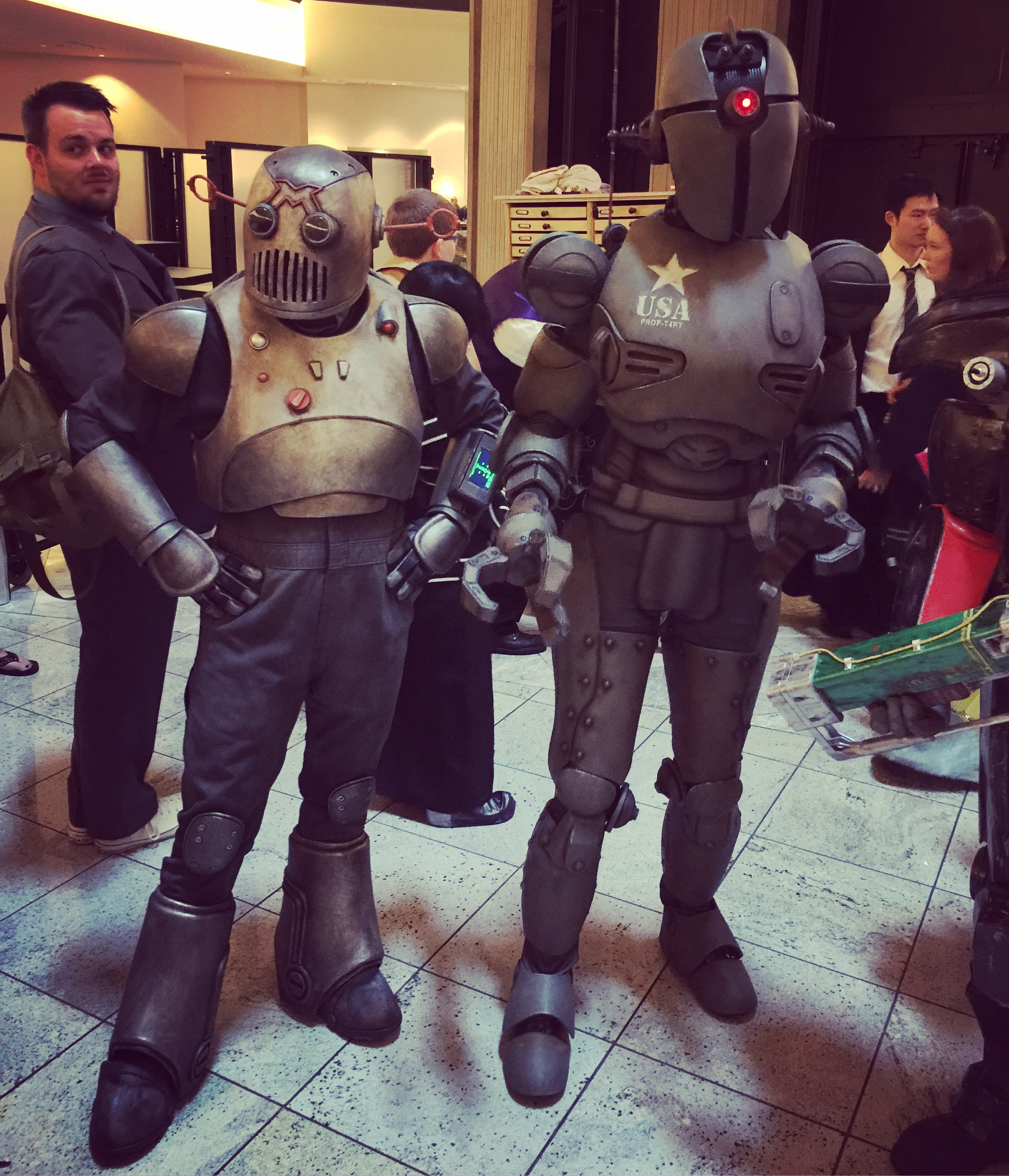
Cosplay de "Il Meccanista" (sinistra) e di un robot assaultron (destra)

Isabel Cruz, conosciuta con lo pseudonimo di "Il Meccanista", è una esperta di robotica proveniente da un insediamento afflitto da predoni e supermutanti, che soffre del disturbo nel neurosviluppo conosciuto come "spettro dell'autismo". Ispirata dai disegni dei fumetti e del personaggio del programma radiofonico di Silver Shroud, decide di utilizzare la sua abilità per aiutare gli abitanti. Scoprendo una fabbrica della RobCo Industries prebellica, originariamente gestita dall'azienda privata e dallo US Army, mise in moto il suo piano. La fabbrica, infatti le permetteva di progettare e costruire robot da inviare nel territorio del Commonwealth per aiutare gli umani uccidendo nemici e pacificando le aree. Per impartire ordini alle sue creazioni, Isabel impiega dei robot particolari conosciuti come cerebrobot, ovvero robot con cervello umano risultato di un progetto prebellico dell'esercito, ma questi, elaborando male i dati a causa di un errore nel sistema logico, diffondono il ragionamento che l'unico modo per aiutare gli umani, vista la loro fragilità e la loro possibilità di fallimento che potrebbero comunque farli morire dopo l'aiuto, di ucciderli. Isabel condivide lo stesso costume con Scott Wollinski, conosciuto anch'esso con lo stesso pseudonimo.
Il Meccanista è disponibile solo con il DLC Automatron.

### Fallout 76
Regina delle bestie ardenti
La Regina delle bestie ardenti è un pipistrello geneticamente modificato creato dall'Enclave accidentalmente quando gli scienziati esposero alcuni pipistrelli che avevano subito radiazioni ionizzanti a esperimenti biochimici. Nonostante le preoccupazioni e i suggerimenti di distruggere le creature l'allora segretario Thomas Eckhart, che poi diventerà il presidente della sezione dell'Enclave dell'Appalachia, ordinò ulteriori studi sulla creatura nella caverna di vetro , un vecchio complesso minerario dell'Atomic Mining Services, mantenendo il corpo degli ufficiali in gran parte disinformato. Nonostante questi pipistrelli fossero tenuti in isolamento, alcuni riuscirono ad arrivare in superficie a intervalli regolari già nel 2084, fino a quando nel 2086 Eckhart li liberò sull'Appalachia rilasciando involontariamente una pestilenza che minacciava di estinguere la razza umana su scala continentale.

## Personaggi secondari
Fallout 3
- Liberty Prime: Liberty Prime è un robot prebellico realizzato dall'Esercito degli Stati Uniti per essere utilizzato per liberare Anchorage, in Alaska, dalla minaccia rossa cinese durante la guerra Sino-Americana del 2072. È programmato per lanciare messaggi patriottici di propaganda ed un'incredibile potenza di fuoco per assicurare la vittoria. Realizzato dalla General Atomics International e la RobCo Industries, durante la sua realizzazione alcuni problemi al sistema di alimentazione comportarono gravi ritardi che impedirono il suo impiego nella guerra. Quasi due secoli dopo, Liberty Prime fu recuperato dal Pentagono dalla Confraternita d'Acciaio, modificato e impiegato contro le forze dell'Enclave, impiego che costò una dura sconfitta all'organizzazione segreta. Liberty Prime è anche la risposta alla propaganda statunitense anticomunista, infatti i manifesti esaltavano la mobilitazione preventiva dell'esercito contro un possibile (mai confermato nella serie) super robot cinese, il Warmachine.

Fallout 4
- Anziano Maxson: Arthur Maxson è il comandante supremo (anziano) delle forze della Confraternita d'Acciaio della costa occidentale. Discendente di Roger Maxson, il fondatore della Confraternita, nasce nel 2267 e dopo la morte del padre, la madre lo fa istruire dall'Anziano Lyons, il comandante delle forze della Confraternita della costa orientale. Ragazzo senza amici, considererà il suo migliore amico il robot Libery Prime e sua sorella maggiore la Sentinella Sarah Lyons. Tra il 2283 e 2284 riuscì a conciliare i rapporti tra la Confraternita e i Rinnegati della Confraternita, una fazione nata una scissione dalla Confraternita d'Acciaio di Washington che si prefiggevano di seguire la missione originaria dell'organizzazione ovvero quella della ricerca e del recupero di tecnologie prebelliche tra le rovine del vecchio mondo.